# Керъл (окръг, Вирджиния)
Окръг Керъл (на английски: Carroll County) е окръг в щата Вирджиния, Съединени американски щати. Площта му е 1233 km², а населението - 29 245 души (2000). Административен център е град Хилсвил.